# Warehouse: Songs and Stories
Az 1987-es Warehouse: Songs and Stories a Hüsker Dü utolsó nagylemeze. Az együttes a duplalemez megjelenést követő turné után oszlott fel, elsősorban a drogproblémák kapcsán felmerült ellentétek miatt. Az album a két szövegíró (Bob Mould és Grant Hart) közti csatározásról is nevezetes.
Az album címe arra a raktárra utal, amelyet az együttes bérelt ki a dalok megírására és próbákra; ez eltér a korábbi módszereiktől, amikor koncerteken próbálták ki az új anyagokat.
A Could You Be the One? kislemezként is megjelent, klip is készült hozzá. A videót néhányszor leadták az MTV-n, de a rádiók alig játszották a dalt. További kislemezek: She's a Woman (And Now He Is a Man) és Ice Cold Ice. A Warehouse: Songs and Stories a Billboard 200 listán a 117. helyig jutott, egy hétig a brit albumlistán is szerepelt, a 72. helyen. Bekerült az 1001 lemez, amit hallanod kell, mielőtt meghalsz című könyvbe.

## Az album dalai
| 1. | These Important Years                 | Bob Mould  | 3:49 |
| 2. | Charity, Chastity, Prudence, and Hope | Grant Hart | 3:11 |
| 3. | Standing in the Rain                  | Mould      | 3:41 |
| 4. | Back from Somewhere                   | Hart       | 2:16 |
| 5. | Ice Cold Ice                          | Mould      | 4:23 |

| 1. | You're a Soldier           | Hart  | 3:03 |
| 2. | Could You Be the One?      | Mould | 2:32 |
| 3. | Too Much Spice             | Hart  | 2:57 |
| 4. | Friend, You've Got to Fall | Mould | 3:20 |
| 5. | Visionary                  | Mould | 2:30 |
| 6. | She Floated Away           | Hart  | 3:32 |

| 1. | Bed of Nails          | Mould | 4:44 |
| 2. | Tell You Why Tomorrow | Hart  | 2:42 |
| 3. | It's Not Peculiar     | Mould | 4:06 |
| 4. | Actual Condition      | Hart  | 1:50 |
| 5. | No Reservations       | Mould | 3:40 |

| 1. | Turn It Around                      | Mould | 4:32 |
| 2. | She's a Woman (And Now He Is a Man) | Hart  | 3:19 |
| 3. | Up in the Air                       | Mould | 3:03 |
| 4. | You Can Live at Home                | Hart  | 5:25 |

## Közreműködők
- Bob Mould – gitár, ének
- Grant Hart – dob, ének
- Greg Norton – basszusgitár, ének

### Produkció
- producer – Bob Mould, Grant Hart
- hangmérnök – Steven Fjelstad
- mastering – Howie Weinberg
- fényképek – Daniel Corrigan, Hüsker Dü

## Fordítás
Ez a szócikk részben vagy egészben a Warehouse: Songs and Stories című angol Wikipédia-szócikk ezen változatának fordításán alapul.  Az eredeti cikk szerkesztőit annak laptörténete sorolja fel. Ez a jelzés csupán a megfogalmazás eredetét és a szerzői jogokat jelzi, nem szolgál a cikkben szereplő információk forrásmegjelöléseként.